# Lázně Libverda
Lázně Libverda ([ˈlaːzɲɛ ˈlɪbvɛrda]) (deutsch Bad Liebwerda) ist ein Kurort im Norden der Tschechischen Republik.

## Geographische Lage
Die Gemeinde liegt knapp zwei Kilometer nordöstlich von Hejnice und circa neun Kilometer südöstlich von Frýdlant im Tal des Libverdský potok. Lázně Libverda gehört zum Liberecký kraj und zum Okres Liberec.

## Geschichte

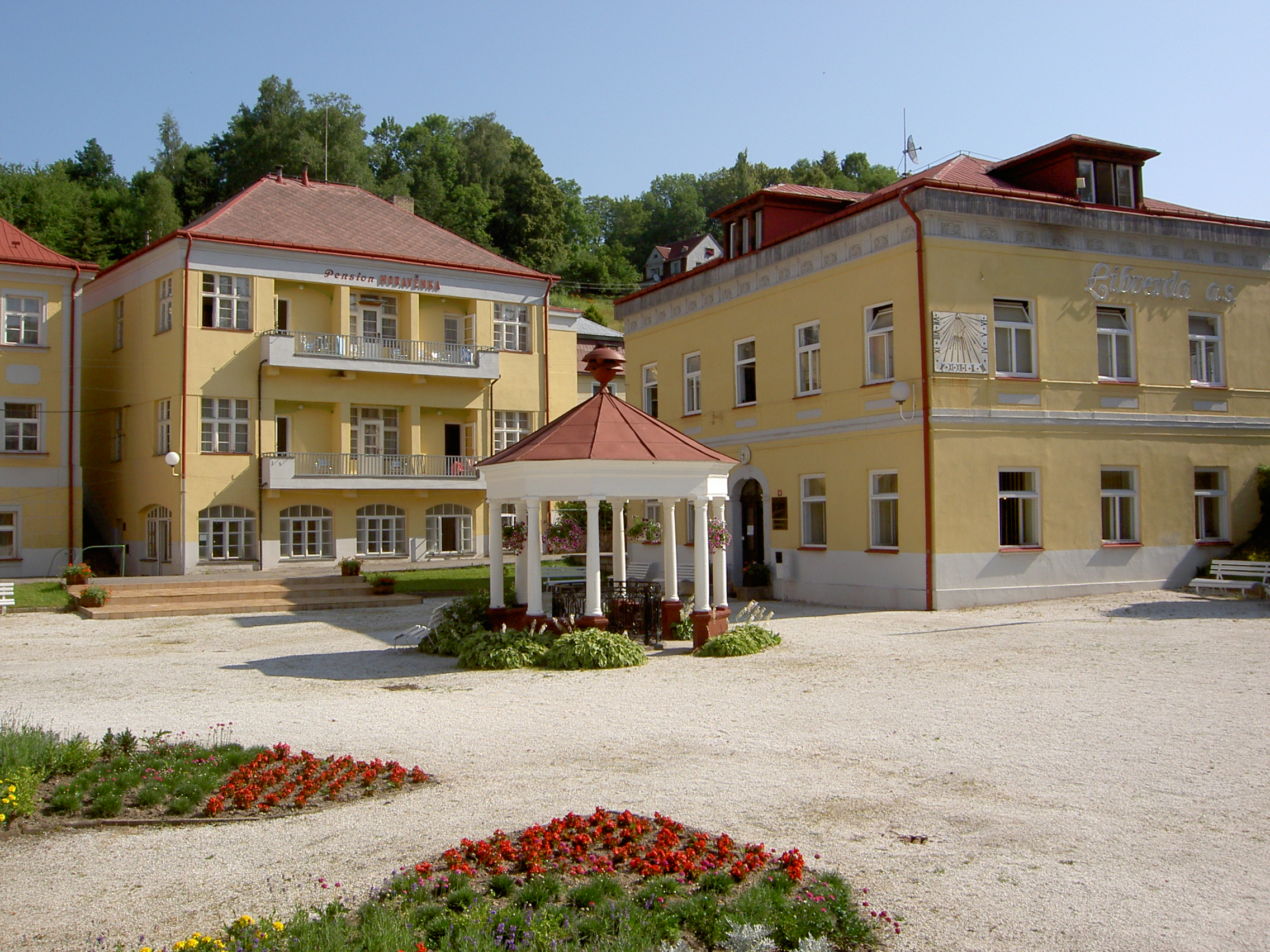
Kurzentrum mit Pavillon

1381 wurde Libverda im Urbarium der Friedländer Herrschaft, das im staatlichen Archiv in Děčín aufbewahrt wird, erstmals schriftlich erwähnt. Ursprünglich bewohnten Hirten die Siedlung.
Gegen Ende des 16. Jahrhunderts wurden die Heilquellen entdeckt und zunehmend aufgesucht, wodurch sich Liebwerda zum Kurort entwickelte.
Der sächsische Kurfürst August I. von Sachsen sowie der Herzog, Fürst und Feldherr Wallenstein ließen sich das natürliche Mineralwasser aus dem Isergebirge zusenden.
Im späten 18. Jahrhundert wurden weitere Kuranlagen und die Sommerresidenz des in Friedland herrschenden Christian Phillipp Clam-Gallas eingerichtet. Im Jahr 1807 besuchte die russische Großfürstin Fjodorowna das Kurbad. Sieben Jahre später verbrachte der Komponist, Dirigent und Pianist Carl Maria von Weber eine kurze Zeit in Bad Liebwerda. Er soll zu einer Szene in seiner Oper Der Freischütz vom Weg zum Stolpichwasserfall inspiriert worden sein. In den Jahren 1840 und 1843 besuchte der tschechische Dichter und Sprachwissenschaftler Josef Jungmann den Kurort. Der Ort gehörte ab der Mitte des 19. Jahrhunderts zum Gerichtsbezirk Friedland bzw. zum Bezirk Friedland.

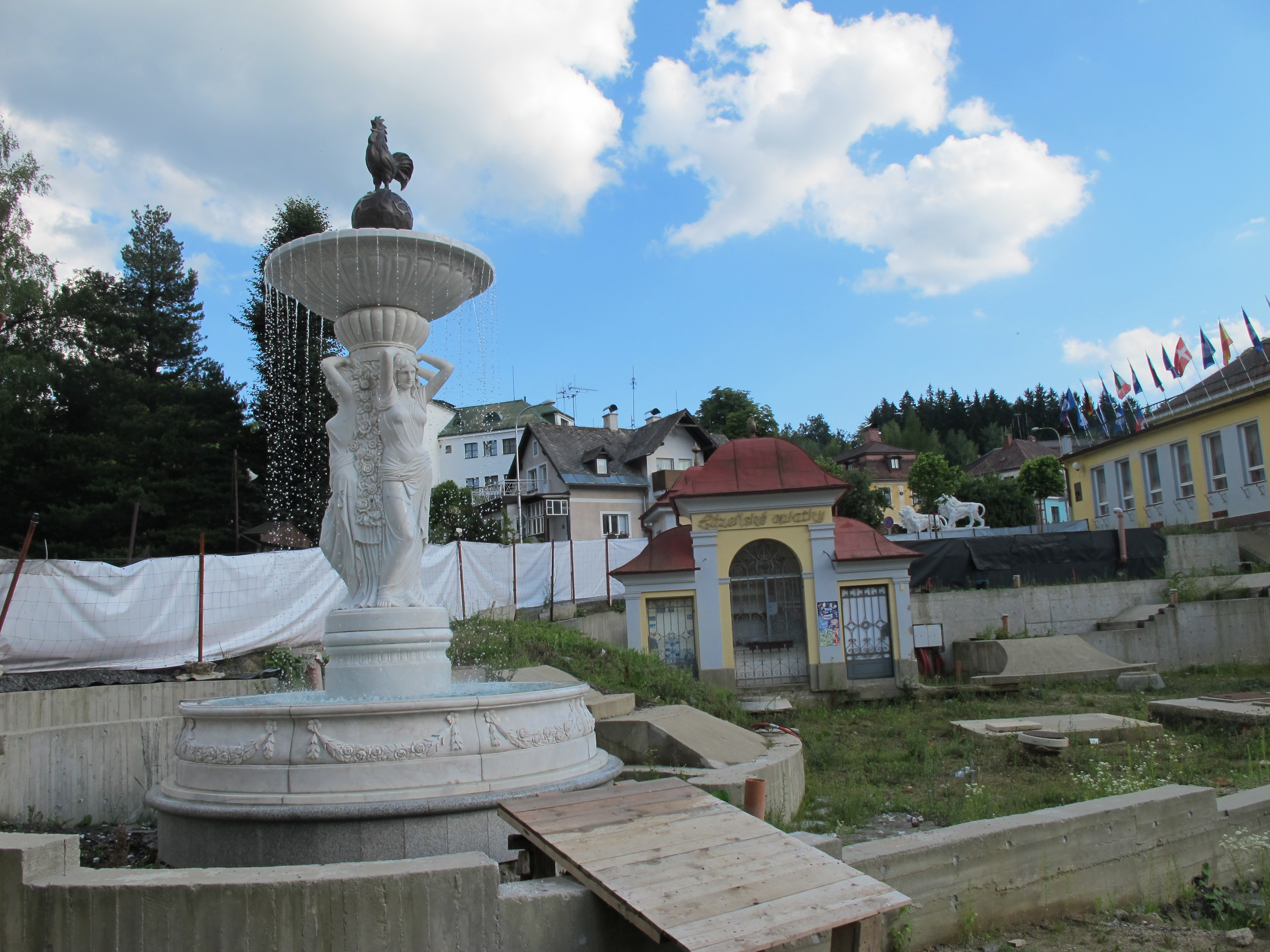
Fontäne in Bad Liebwerda

Nach der Unterzeichnung des Münchner Abkommens (1938) wurde der Ort dem Deutschen Reich zugeschlagen und gehörte bis 1945 zum Landkreis Friedland.

## Partnergemeinden
- Mirsk, Polen
- Trzebiel, Polen
- Świeradów-Zdrój, Polen

## Sehenswürdigkeiten
1931 wurde oberhalb von Bad Liebwerda an der Straße Richtung Nové Město pod Smrkem ein Nachbau des Riesenfasses auf dem Jaberlich errichtet. Die Ausflugsgaststätte Riesenfass (Obří sud) hat die Gestalt eines großen Fasses und zählt zu den wichtigsten Sehenswürdigkeiten des Ortes.
Im Ortskern bildet ein Ensemble von Kurhäusern die bekannteste Sehenswürdigkeit.

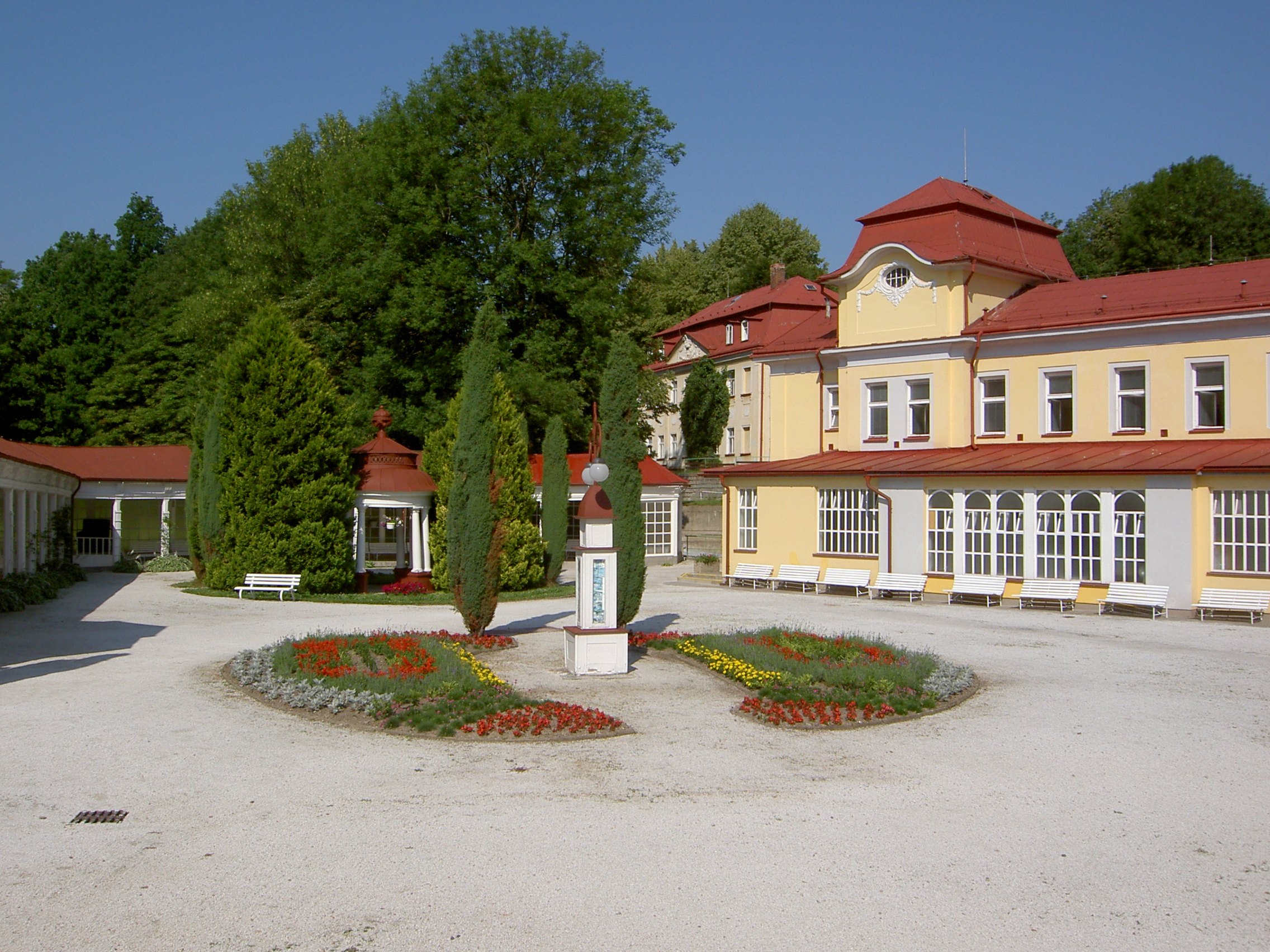